# Campeonato Mundial de Voleibol Femenino Sub-20 de 2009
El XV Campeonato Mundial de Voleibol Femenino Sub-20 se celebró en México del 16 al 25 de julio de 2009. Fue organizado por la Federación Internacional de Voleibol. El campeonato se jugó en las subsedes de Tijuana y Mexicali. 16 equipos participaron en el torneo.

## Proceso de Clasificación
| Confederación | Método de Clasificación                                           | Fecha                       | Lugar                                                                                         | Vacantes | Equipo                                                                   |
| ------------- | ----------------------------------------------------------------- | --------------------------- | --------------------------------------------------------------------------------------------- | -------- | ------------------------------------------------------------------------ |
| FIVB          | Sede                                                              | 18 de mayo de 2009          | Lausana, Suiza                                                                                | 1        | México                                                                   |
| AVC           | Campeonato Asiático de Voleibol Femenino Sub-20 de 2008           | 20-28 de septiembre de 2008 | Taipéi, China Taipéi                                                                          | 3        | China Taipéi China Tailandia                                             |
| CAVB          | Campeonato Africano de Voleibol Femenino Sub-20 de 2008           | 09-13 de septiembre de 2008 | Nairobi, Kenia                                                                                | 1        | Kenia                                                                    |
| CEV           | Torneo Clasificatorio Europeo de Voleibol Femenino Sub-20 de 2009 | 08-10 de mayo de 2009       | Moscú, Rusia · Alania, Turquía · Gabrovo, Bulgaria · Severodonetsk, Ucrania · Krosno, Polonia | 6        | Países Bajos · Turquía · Bulgaria · Alemania · Polonia · República Checa |
| CSV           | Campeonato Sudamericano de Voleibol Femenino Sub-20 de 2008       | 01-5 de octubre de 2008     | Chosica/Callao, Perú                                                                          | 2        | Brasil · Venezuela                                                       |
| NORCECA       | Campeonato NORCECA de Voleibol Femenino Sub-20 de 2008            | 22-27 de agosto de 2008     | Saltillo, México                                                                              | 3        | Estados Unidos · República Dominicana · Cuba                             |

## Equipos participantes
| Grupo A      | Grupo B         | Grupo C              | Grupo D        |
| ------------ | --------------- | -------------------- | -------------- |
| Tailandia    | Alemania        | Brasil               | Turquía        |
| Venezuela    | República Checa | República Dominicana | Estados Unidos |
| México       | China Taipéi    | Kenia                | Cuba           |
| Países Bajos | China           | Polonia              | Bulgaria       |

Fuente: 

## Primera fase

### Grupo A

#### Clasificación
| Pos | Equipo       | PJ | PG | PP | SF | SC | PTS |
| --- | ------------ | -- | -- | -- | -- | -- | --- |
| 1   | Países Bajos | 3  | 3  | 0  | 9  | 1  | 6   |
| 2   | México       | 3  | 2  | 1  | 7  | 6  | 5   |
| 3   | Venezuela    | 3  | 1  | 2  | 4  | 6  | 4   |
| 4   | Tailandia    | 3  | 0  | 3  | 2  | 9  | 3   |

Fuente: 

#### Resultados
| Fecha    | Encuentro                | Resultado | Set   | Set   | Set   | Set   | Set   | Puntuación total | Reporte |
| Fecha    | Encuentro                | Resultado | 1     | 2     | 3     | 4     | 5     | Puntuación total | Reporte |
| -------- | ------------------------ | --------- | ----- | ----- | ----- | ----- | ----- | ---------------- | ------- |
| 16-07-09 | Países Bajos - Venezuela | 3-0       | 25-09 | 25-10 | 25-18 |       |       | 75-37            | P2 P3   |
| 16-07-09 | Tailandia - México       | 2-3       | 23-25 | 25-14 | 17-25 | 25-20 | 16-18 | 102-106          | P2 P3   |
| 17-07-09 | Tailandia - Países Bajos | 0-3       | 17-25 | 21-25 | 09-25 |       |       | 47-75            | P2 P3   |
| 17-07-09 | México - Venezuela       | 3-1       | 25-11 | 16-25 | 25-22 | 25-13 |       | 91-71            | P2 P3   |
| 18-07-09 | Venezuela - Tailandia    | 3-0       | 25-19 | 25-18 | 25-23 |       |       | 75-60            | P2 P3   |
| 18-07-09 | México - Países Bajos    | 1-3       | 17-25 | 25-17 | 19-25 | 23-25 |       | 84-92            | P2 P3   |

### Grupo B

#### Clasificación
| Pos | Equipo          | PJ | PG | PP | SF | SC | PTS |
| --- | --------------- | -- | -- | -- | -- | -- | --- |
| 1   | Alemania        | 3  | 3  | 0  | 9  | 0  | 6   |
| 2   | China Taipéi    | 3  | 2  | 1  | 6  | 5  | 5   |
| 3   | China           | 3  | 1  | 2  | 5  | 8  | 4   |
| 4   | República Checa | 3  | 0  | 3  | 2  | 9  | 3   |

Fuente: 

#### Resultados
| Fecha    | Encuentro                      | Resultado | Set   | Set   | Set   | Set   | Set   | Puntuación total | Reporte |
| Fecha    | Encuentro                      | Resultado | 1     | 2     | 3     | 4     | 5     | Puntuación total | Reporte |
| -------- | ------------------------------ | --------- | ----- | ----- | ----- | ----- | ----- | ---------------- | ------- |
| 16-07-09 | Alemania - China Taipéi        | 3-0       | 25-13 | 25-23 | 25-21 |       |       | 75-57            | P2 P3   |
| 16-07-09 | República Checa - China        | 2-3       | 21-25 | 25-22 | 25-14 | 22-25 | 12-15 | 98-108           | P2 P3   |
| 17-07-09 | República Checa - Alemania     | 0-3       | 20-25 | 13-25 | 22-25 |       |       | 55-75            | P2 P3   |
| 17-07-09 | China Taipéi - China           | 3-2       | 20-25 | 25-13 | 25-15 | 13-25 | 16-14 | 99-92            | P2 P3   |
| 18-07-09 | China Taipéi - República Checa | 3-0       | 25-20 | 25-10 | 25-18 |       |       | 75-48            | P2 P3   |
| 18-07-09 | China - Alemania               | 0-3       | 12-25 | 16-25 | 10-25 |       |       | 38-75            | P2 P3   |

### Grupo C

#### Clasificación
| Pos | Equipo               | PJ | PG | PP | SF | SC | PTS |
| --- | -------------------- | -- | -- | -- | -- | -- | --- |
| 1   | Brasil               | 3  | 3  | 0  | 9  | 3  | 6   |
| 2   | República Dominicana | 3  | 2  | 1  | 8  | 3  | 5   |
| 3   | Polonia              | 3  | 1  | 2  | 4  | 6  | 4   |
| 4   | Kenia                | 3  | 0  | 3  | 0  | 9  | 3   |

Fuente: 

#### Resultados
| Fecha    | Encuentro                      | Resultado | Set   | Set   | Set   | Set   | Set   | Puntuación total | Reporte |
| Fecha    | Encuentro                      | Resultado | 1     | 2     | 3     | 4     | 5     | Puntuación total | Reporte |
| -------- | ------------------------------ | --------- | ----- | ----- | ----- | ----- | ----- | ---------------- | ------- |
| 16-07-09 | República Dominicana - Kenia   | 3-0       | 25-11 | 25-10 | 25-06 |       |       | 75-27            | P2 P3   |
| 16-07-09 | Polonia - Brasil               | 1-3       | 16-25 | 25-22 | 13-25 | 12-25 |       | 74-97            | P2 P3   |
| 17-07-09 | Kenia - Brasil                 | 0-3       | 02-25 | 10-25 | 08-25 |       |       | 20-75            | P2 P3   |
| 17-07-09 | República Dominicana - Polonia | 3-0       | 25-21 | 25-21 | 25-16 |       |       | 75-58            | P2 P3   |
| 18-07-09 | Polonia - Kenia                | 3-0       | 25-10 | 25-06 | 25-09 |       |       | 75-25            | P2 P3   |
| 18-07-09 | Brasil - República Dominicana  | 3-2       | 25-23 | 17-25 | 25-22 | 18-25 | 15-11 | 100-106          | P2 P3   |

### Grupo D

#### Clasificación
| Pos | Equipo         | PJ | PG | PP | SF | SC | PTS |
| --- | -------------- | -- | -- | -- | -- | -- | --- |
| 1   | Turquía        | 3  | 3  | 0  | 9  | 1  | 6   |
| 2   | Bulgaria       | 3  | 2  | 1  | 7  | 5  | 5   |
| 3   | Cuba           | 3  | 1  | 2  | 4  | 7  | 4   |
| 4   | Estados Unidos | 3  | 0  | 3  | 2  | 9  | 3   |

Fuente: 

#### Resultados
| Fecha    | Encuentro                 | Resultado | Set   | Set   | Set   | Set   | Set | Puntuación total | Reporte |
| Fecha    | Encuentro                 | Resultado | 1     | 2     | 3     | 4     | 5   | Puntuación total | Reporte |
| -------- | ------------------------- | --------- | ----- | ----- | ----- | ----- | --- | ---------------- | ------- |
| 16-07-09 | Bulgaria - Turquía        | 1-3       | 21-25 | 25-19 | 19-25 | 10-25 |     | 75-94            | P2 P3   |
| 16-07-09 | Cuba - Estados Unidos     | 3-1       | 25-23 | 23-25 | 25-22 | 25-11 |     | 98-81            | P2 P3   |
| 17-07-09 | Estados Unidos - Bulgaria | 1-3       | 25-23 | 18-25 | 17-25 | 17-25 |     | 77-98            | P2 P3   |
| 17-07-09 | Cuba - Turquía            | 0-3       | 16-25 | 15-25 | 22-25 |       |     | 53-75            | P2 P3   |
| 18-07-09 | Bulgaria - Cuba           | 3-1       | 25-23 | 25-22 | 27-29 | 25-23 |     | 102-97           | P2 P3   |
| 18-07-09 | Turquía - Estados Unidos  | 3-0       | 25-20 | 25-20 | 25-16 |       |     | 75-56            | P2 P3   |

## Segunda fase

### Grupo E

#### Clasificación
| Pos | Equipo       | PJ | PG | PP | SF | SC | PTS |
| --- | ------------ | -- | -- | -- | -- | -- | --- |
| 1   | Brasil       | 3  | 3  | 0  | 9  | 1  | 6   |
| 2   | Bulgaria     | 3  | 2  | 1  | 6  | 5  | 5   |
| 3   | China Taipéi | 3  | 1  | 2  | 3  | 6  | 4   |
| 4   | Países Bajos | 3  | 0  | 3  | 0  | 9  | 3   |

#### Resultados
| Fecha    | Encuentro                   | Resultado | Set   | Set   | Set   | Set   | Set   | Puntuación total | Reporte |
| Fecha    | Encuentro                   | Resultado | 1     | 2     | 3     | 4     | 5     | Puntuación total | Reporte |
| -------- | --------------------------- | --------- | ----- | ----- | ----- | ----- | ----- | ---------------- | ------- |
| 20-07-09 | Bulgaria - China Taipéi     | 3-2       | 25-23 | 19-25 | 20-25 | 25-21 | 15-12 | 104-106          | P2 P3   |
| 20-07-09 | Países Bajos - Brasil       | 0-3       | 12-25 | 28-30 | 14-25 |       |       | 54-80            | P2 P3   |
| 21-07-09 | China Taipéi - Brasil       | 1-3       | 21-25 | 26-24 | 17-25 | 20-25 |       | 84-99            | P2 P3   |
| 21-07-09 | Bulgaria - Países Bajos     | 3-0       | 25-14 | 25-20 | 25-20 |       |       | 75-54            | P2 P3   |
| 22-07-09 | Brasil - Bulgaria           | 3-0       | 25-19 | 25-13 | 25-18 |       |       | 75-50            | P2 P3   |
| 22-07-09 | China Taipéi - Países Bajos | 3-0       | 25-19 | 28-26 | 25-20 |       |       | 78-65            | P2 P3   |

### Grupo F

#### Clasificación
| Pos | Equipo               | PJ | PG | PP | SF | SC | PTS |
| --- | -------------------- | -- | -- | -- | -- | -- | --- |
| 1   | Alemania             | 3  | 3  | 0  | 9  | 3  | 6   |
| 2   | República Dominicana | 3  | 2  | 1  | 8  | 4  | 5   |
| 3   | Turquía              | 3  | 1  | 2  | 6  | 8  | 4   |
| 4   | México               | 3  | 0  | 3  | 2  | 9  | 3   |

#### Resultados
| Fecha    | Encuentro                      | Resultado | Set   | Set   | Set   | Set   | Set   | Puntuación total | Reporte |
| Fecha    | Encuentro                      | Resultado | 1     | 2     | 3     | 4     | 5     | Puntuación total | Reporte |
| -------- | ------------------------------ | --------- | ----- | ----- | ----- | ----- | ----- | ---------------- | ------- |
| 07-07-09 | Turquía - Alemania             | 1-3       | 25-22 | 20-25 | 07-25 | 18-25 |       | 70-97            | P2 P3   |
| 07-07-09 | República Dominicana - México  | 3-0       | 25-20 | 25-20 | 25-20 |       |       | 75-60            | P2 P3   |
| 08-07-09 | Alemania - Rep. Dominicana     | 3-2       | 22-25 | 29-27 | 26-24 | 22-25 | 15-11 | 114-112          | P2 P3   |
| 08-07-09 | México - Turquía               | 2-3       | 28-26 | 14-25 | 25-23 | 16-25 | 08-15 | 91-114           | P2 P3   |
| 09-07-09 | Turquía - República Dominicana | 2-3       | 20-25 | 26-24 | 25-22 | 22-25 | 07-15 | 100-111          | P2 P3   |
| 09-07-09 | Alemania - México              | 3-0       | 25-21 | 25-10 | 25-12 |       |       | 75-43            | P2 P3   |

### Grupo G

#### Clasificación
| Pos | Equipo    | PJ | PG | PP | SF | SC | PTS |
| --- | --------- | -- | -- | -- | -- | -- | --- |
| 1   | China     | 3  | 3  | 0  | 9  | 2  | 6   |
| 2   | Cuba      | 3  | 2  | 1  | 8  | 4  | 5   |
| 3   | Tailandia | 3  | 1  | 2  | 4  | 7  | 4   |
| 4   | Kenia     | 3  | 0  | 3  | 1  | 9  | 3   |

#### Resultados
| Fecha    | Encuentro         | Resultado | Set   | Set   | Set   | Set   | Set   | Puntuación total | Reporte |
| Fecha    | Encuentro         | Resultado | 1     | 2     | 3     | 4     | 5     | Puntuación total | Reporte |
| -------- | ----------------- | --------- | ----- | ----- | ----- | ----- | ----- | ---------------- | ------- |
| 20-07-09 | Tailandia - Kenia | 3-1       | 25-27 | 25-18 | 25-18 | 25-16 |       | 100-79           | P2 P3   |
| 20-07-09 | Cuba - China      | 2-3       | 25-20 | 25-23 | 14-25 | 23-25 | 11-15 | 98-108           | P2 P3   |
| 21-07-09 | China - Tailandia | 3-0       | 25-22 | 25-18 | 25-18 |       |       | 75-58            | P2 P3   |
| 21-07-09 | Cuba - Kenia      | 3-0       | 25-16 | 25-16 | 25-19 |       |       | 75-51            | P2 P3   |
| 22-07-09 | Kenia - China     | 0-3       | 13-25 | 13-25 | 16-25 |       |       | 42-75            | P2 P3   |
| 22-07-09 | Tailandia - Cuba  | 1-3       | 24-26 | 16-25 | 26-24 | 25-27 |       | 91-102           | P2 P3   |

### Grupo H

#### Clasificación
| Pos | Equipo          | PJ | PG | PP | SF | SC | PTS |
| --- | --------------- | -- | -- | -- | -- | -- | --- |
| 1   | República Checa | 3  | 3  | 0  | 9  | 4  | 6   |
| 2   | Estados Unidos  | 3  | 2  | 1  | 8  | 5  | 5   |
| 3   | Polonia         | 3  | 1  | 2  | 7  | 6  | 4   |
| 4   | Venezuela       | 3  | 0  | 3  | 0  | 9  | 3   |

#### Resultados
| Fecha    | Encuentro                   | Resultado | Set   | Set   | Set   | Set   | Set   | Puntuación total | Reporte |
| Fecha    | Encuentro                   | Resultado | 1     | 2     | 3     | 4     | 5     | Puntuación total | Reporte |
| -------- | --------------------------- | --------- | ----- | ----- | ----- | ----- | ----- | ---------------- | ------- |
| 20-07-09 | Estados Unidos - Rep. Checa | 2-3       | 25-20 | 16-25 | 13-25 | 25-21 | 10-15 | 89-106           | P2 P3   |
| 20-07-09 | Venezuela - Polonia         | 0-3       | 15-25 | 20-25 | 12-25 |       |       | 47-75            | P2 P3   |
| 21-07-09 | Polonia - Estados Unidos    | 2-3       | 25-21 | 11-25 | 26-24 | 19-25 | 11-15 | 92-110           | P2 P3   |
| 21-07-09 | Venezuela - República Checa | 0-3       | 18-25 | 12-25 | 09-25 |       |       | 39-75            | P2 P3   |
| 22-07-09 | Polonia - República Checa   | 2-3       | 25-20 | 25-23 | 17-25 | 21-25 | 12-15 | 100-108          | P2 P3   |
| 22-07-09 | Estados Unidos - Venezuela  | 3-0       | 25-12 | 25-17 | 27-25 |       |       | 77-54            | P2 P3   |

## Fase final

### Final 13° y 15º puesto
|  | Semifinales | Semifinales |   |           | 13º puesto | 13º puesto |  |
|  |             |             |   |           |            |            |  |
|  |             |             |   |           |            |            |  |
|  |             |             |   |           |            |            |  |
|  | Tailandia   | 3           |   |           |            |            |  |
|  | Venezuela   | 2           |   |           |            |            |  |
|  |             |             |   |           |            |            |  |
|  |             |             |   |           |            |            |  |
|  |             |             |   |           | Tailandia  | 0          |  |
|  |             | Polonia     | 3 |           |            |            |  |
|  |             |             |   |           |            |            |  |
|  |             |             |   |           |            |            |  |
|  |             |             |   |           | 15º puesto |            |  |
|  |             |             |   |           |            |            |  |
|  | Polonia     | 3           |   | Venezuela | 3          |            |  |
|  | Kenia       | 0           |   |           | Kenia      | 1          |  |

### Clasificación 13°-16°
| Fecha    | Encuentro             | Resultado | Set   | Set   | Set   | Set   | Set   | Puntuación total | Reporte |
| Fecha    | Encuentro             | Resultado | 1     | 2     | 3     | 4     | 5     | Puntuación total | Reporte |
| -------- | --------------------- | --------- | ----- | ----- | ----- | ----- | ----- | ---------------- | ------- |
| 24-07-09 | Tailandia - Venezuela | 3-2       | 22-25 | 24-26 | 25-21 | 25-20 | 15-13 | 111-105          | P2 P3   |
| 24-07-09 | Polonia - Kenia       | 3-0       | 25-12 | 25-05 | 25-14 |       |       | 75-31            | P2 P3   |

### Clasificación 15°
| Fecha    | Encuentro         | Resultado | Set   | Set   | Set   | Set   | Set | Puntuación total | Reporte |
| Fecha    | Encuentro         | Resultado | 1     | 2     | 3     | 4     | 5   | Puntuación total | Reporte |
| -------- | ----------------- | --------- | ----- | ----- | ----- | ----- | --- | ---------------- | ------- |
| 25-07-09 | Venezuela - Kenia | 3-1       | 25-20 | 25-09 | 19-25 | 25-17 |     | 94-71            | P2 P3   |

### Clasificación 13°
| Fecha    | Encuentro           | Resultado | Set   | Set   | Set   | Set | Set | Puntuación total | Reporte |
| Fecha    | Encuentro           | Resultado | 1     | 2     | 3     | 4   | 5   | Puntuación total | Reporte |
| -------- | ------------------- | --------- | ----- | ----- | ----- | --- | --- | ---------------- | ------- |
| 25-07-09 | Tailandia - Polonia | 0-3       | 22-25 | 22-25 | 18-25 |     |     | 62-75            | P2 P3   |

### Final 9° y 11º puesto
|  | Semifinales     | Semifinales |   |                | 9º puesto       | 9º puesto |  |
|  |                 |             |   |                |                 |           |  |
|  |                 |             |   |                |                 |           |  |
|  |                 |             |   |                |                 |           |  |
|  | China           | 3           |   |                |                 |           |  |
|  | Estados Unidos  | 0           |   |                |                 |           |  |
|  |                 |             |   |                |                 |           |  |
|  |                 |             |   |                |                 |           |  |
|  |                 |             |   |                | China           | 0         |  |
|  |                 | Cuba        | 3 |                |                 |           |  |
|  |                 |             |   |                |                 |           |  |
|  |                 |             |   |                |                 |           |  |
|  |                 |             |   |                | 11º puesto      |           |  |
|  |                 |             |   |                |                 |           |  |
|  | Cuba            | 3           |   | Estados Unidos | 0               |           |  |
|  | República Checa | 1           |   |                | República Checa | 3         |  |

### Clasificación 9°-12°
| Fecha    | Encuentro              | Resultado | Set   | Set   | Set   | Set   | Set | Puntuación total | Reporte |
| Fecha    | Encuentro              | Resultado | 1     | 2     | 3     | 4     | 5   | Puntuación total | Reporte |
| -------- | ---------------------- | --------- | ----- | ----- | ----- | ----- | --- | ---------------- | ------- |
| 24-07-09 | China - Estados Unidos | 3-0       | 26-24 | 25-11 | 25-18 |       |     | 76-53            | P2 P3   |
| 24-07-09 | Cuba - República Checa | 3-1       | 26-24 | 25-16 | 14-25 | 25-19 |     | 90-84            | P2 P3   |

### Clasificación 11°
| Fecha    | Encuentro                   | Resultado | Set   | Set   | Set   | Set | Set | Puntuación total | Reporte |
| Fecha    | Encuentro                   | Resultado | 1     | 2     | 3     | 4   | 5   | Puntuación total | Reporte |
| -------- | --------------------------- | --------- | ----- | ----- | ----- | --- | --- | ---------------- | ------- |
| 25-07-09 | Rep. Checa - Estados Unidos | 3-0       | 25-13 | 25-13 | 25-16 |     |     | 75-42            | P2 P3   |

### Clasificación 9°
| Fecha    | Encuentro    | Resultado | Set   | Set   | Set   | Set | Set | Puntuación total | Reporte |
| Fecha    | Encuentro    | Resultado | 1     | 2     | 3     | 4   | 5   | Puntuación total | Reporte |
| -------- | ------------ | --------- | ----- | ----- | ----- | --- | --- | ---------------- | ------- |
| 25-07-09 | China - Cuba | 0-3       | 22-25 | 21-25 | 19-25 |     |     | 62-75            | P2 P3   |

### Final 5° y 7º puesto
|  | Semifinales  | Semifinales  |   |        | 5º puesto    | 5º puesto |  |
|  |              |              |   |        |              |           |  |
|  |              |              |   |        |              |           |  |
|  |              |              |   |        |              |           |  |
|  | China Taipéi | 3            |   |        |              |           |  |
|  | México       | 0            |   |        |              |           |  |
|  |              |              |   |        |              |           |  |
|  |              |              |   |        |              |           |  |
|  |              |              |   |        | China Taipéi | 3         |  |
|  |              | Países Bajos | 1 |        |              |           |  |
|  |              |              |   |        |              |           |  |
|  |              |              |   |        |              |           |  |
|  |              |              |   |        | 7º puesto    |           |  |
|  |              |              |   |        |              |           |  |
|  | Turquía      | 2            |   | México | 0            |           |  |
|  | Países Bajos | 3            |   |        | Turquía      | 3         |  |

### Clasificación 5°-8°
| Fecha    | Encuentro              | Resultado | Set   | Set   | Set   | Set   | Set   | Puntuación total | Reporte |
| Fecha    | Encuentro              | Resultado | 1     | 2     | 3     | 4     | 5     | Puntuación total | Reporte |
| -------- | ---------------------- | --------- | ----- | ----- | ----- | ----- | ----- | ---------------- | ------- |
| 24-07-09 | China Taipéi - México  | 3-0       | 25-19 | 25-18 | 25-13 |       |       | 75-50            | P2 P3   |
| 24-07-09 | Turquía - Países Bajos | 2-3       | 23-25 | 25-21 | 19-25 | 25-13 | 10-15 | 102-99           | P2 P3   |

### Clasificación 7°
| Fecha    | Encuentro        | Resultado | Set   | Set   | Set   | Set | Set | Puntuación total | Reporte |
| Fecha    | Encuentro        | Resultado | 1     | 2     | 3     | 4   | 5   | Puntuación total | Reporte |
| -------- | ---------------- | --------- | ----- | ----- | ----- | --- | --- | ---------------- | ------- |
| 25-07-09 | Turquía - México | 3-0       | 25-10 | 25-12 | 25-21 |     |     | 75-43            | P2 P3   |

### Clasificación 5°
| Fecha    | Encuentro                   | Resultado | Set   | Set   | Set   | Set   | Set | Puntuación total | Reporte |
| Fecha    | Encuentro                   | Resultado | 1     | 2     | 3     | 4     | 5   | Puntuación total | Reporte |
| -------- | --------------------------- | --------- | ----- | ----- | ----- | ----- | --- | ---------------- | ------- |
| 25-07-09 | Países Bajos - China Taipéi | 1-3       | 25-18 | 18-25 | 18-25 | 22-25 |     | 83-93            | P2 P3   |

### Final 1° y 3º puesto
|  | Semifinales   | Semifinales |   |        | 1º puesto     | 1º puesto |  |
|  |               |             |   |        |               |           |  |
|  |               |             |   |        |               |           |  |
|  |               |             |   |        |               |           |  |
|  | Brasil        | 1           |   |        |               |           |  |
|  | R. Dominicana | 3           |   |        |               |           |  |
|  |               |             |   |        |               |           |  |
|  |               |             |   |        |               |           |  |
|  |               |             |   |        | R. Dominicana | 0         |  |
|  |               | Alemania    | 3 |        |               |           |  |
|  |               |             |   |        |               |           |  |
|  |               |             |   |        |               |           |  |
|  |               |             |   |        | 3º puesto     |           |  |
|  |               |             |   |        |               |           |  |
|  | Alemania      | 3           |   | Brasil | 3             |           |  |
|  | Bulgaria      | 0           |   |        | Bulgaria      | 2         |  |

### Clasificación 1°-4°
| Fecha    | Encuentro               | Resultado | Set   | Set   | Set   | Set   | Set | Puntuación total | Reporte |
| Fecha    | Encuentro               | Resultado | 1     | 2     | 3     | 4     | 5   | Puntuación total | Reporte |
| -------- | ----------------------- | --------- | ----- | ----- | ----- | ----- | --- | ---------------- | ------- |
| 24-07-09 | Brasil - Rep.Dominicana | 1-3       | 21-25 | 25-27 | 25-23 | 15-25 |     | 86-100           | P2 P3   |
| 24-07-09 | Alemania - Bulgaria     | 3-0       | 25-21 | 25-12 | 27-25 |       |     | 77-58            | P2 P3   |

### Clasificación 3°
| Fecha    | Encuentro         | Resultado | Set   | Set   | Set   | Set   | Set   | Puntuación total | Reporte |
| Fecha    | Encuentro         | Resultado | 1     | 2     | 3     | 4     | 5     | Puntuación total | Reporte |
| -------- | ----------------- | --------- | ----- | ----- | ----- | ----- | ----- | ---------------- | ------- |
| 25-07-09 | Brasil - Bulgaria | 3-2       | 19-25 | 21-25 | 25-18 | 25-21 | 19-17 | 109-106          | P2 P3   |

### Clasificación 1°
| Fecha    | Encuentro                  | Resultado | Set   | Set   | Set   | Set | Set | Puntuación total | Reporte |
| Fecha    | Encuentro                  | Resultado | 1     | 2     | 3     | 4   | 5   | Puntuación total | Reporte |
| -------- | -------------------------- | --------- | ----- | ----- | ----- | --- | --- | ---------------- | ------- |
| 25-07-09 | Alemania - Rep. Dominicana | 3-0       | 25-23 | 26-24 | 25-16 |     |     | 79-66            | P2 P3   |

## Podio
| Bandera de Alemania |
| Campeón             |
| Alemania 1º título  |

| Bandera de la República Dominicana |
| Sub-Campeón                        |
| República Dominicana               |

| Bandera de Brasil |
| 3º Lugar          |
| Brasil            |

## Clasificación general
| Pos | Equipo               |
| --- | -------------------- |
| 1   | Alemania             |
| 2   | República Dominicana |
| 3   | Brasil               |
| 4   | Bulgaria             |
| 5   | China Taipéi         |
| 6   | Países Bajos         |
| 7   | Turquía              |
| 8   | México               |
| 9   | Cuba                 |
| 10  | China                |
| 11  | República Checa      |
| 12  | Estados Unidos       |
| 13  | Polonia              |
| 14  | Tailandia            |
| 15  | Venezuela            |
| 16  | Kenia                |

## Distinciones individuales
| - Most Valuable Player - Brenda Castillo (DOM) - Mejor Anotadora - Chen Shih Ting (TPE) - Mejor Atacante - Chen Shih Ting (TPE) - Mejor Bloqueador - Nesve Buyukbayram (TUR) - Mejor Sacadora - Gyselle Silva (CUB) | - Mejor Defensa - Brenda Castillo (DOM) - Mejor Armadora - Lena Mollers (ALE) - Mejor Recepción - Brenda Castillo (DOM) - Mejor Líbero - Brenda Castillo (DOM) |

| Predecesor: Tailandia 2007 | Campeonato Mundial de Voleibol Femenino Sub-20 Mexico 2009 | Sucesor: Perú 2011 |